# Bahnstrecke Magdeburg–Thale
| Bahnhof Quedlinburg mit Umstiegsmöglichkeiten zur HSB | |                                       |                                       |
| | |                                       |                                       |
| Streckennummer (DB): | 6404 (Magdeburg–Halberstadt) 6344 (Halberstadt–Wegeleben) 6405 (Wegeleben–Thale)                              |                                       |                                       |
| Kursbuchstrecke (DB): | 315 |                                       |                                       |
| Kursbuchstrecke: | 182 (1934) 182k (Nienhagen (b Halberstadt) – Halberstadt 1934)                                                |                                       |                                       |
| Streckenlänge: | 86,8 km |                                       |                                       |
| Spurweite: | 1435 mm (Normalspur)                                                                                          |                                       |                                       |
| Streckengeschwindigkeit: | 120 km/h |                                       |                                       |
| Zugbeeinflussung: | PZB |                                       |                                       |
| Zweigleisigkeit: | Magdeburg–Magdeburg-Buckau Üst Hadmersleben–Oschersleben Üst Hordorf–Üst Groß Quenstedt Halberstadt–Wegeleben |                                       |                                       |
| | |                                       |                                       |
| \| \| \| von Berlin und von Stendal \| \| \| \| 0,0 \| Magdeburg Hbf \| Magdeburg Hbf \| \| \| \| nach Braunschweig \| \| \| \| \| von Biederitz \| \| \| \| 2,5 \| Magdeburg-Buckau \| Magdeburg-Buckau \| \| \| \| Bahnstrecke Schönebeck–Glindenberg \| \| \| \| 3,8 \| Magdeburg SKET Industriepark \| Magdeburg SKET Industriepark \| \| \| \| nach Leipzig \| \| \| \| 6,7 \| Abzw Wolfsfelde ehem. Streckenführung \| Abzw Wolfsfelde ehem. Streckenführung \| \| \| 8,3 \| Beyendorf \| Beyendorf \| \| \| 10,2 \| Dodendorf \| Dodendorf \| \| \| \| Industriegleis Euroglas GmbH \| \| \| \| 12,7 \| Osterweddingen \| Osterweddingen \| \| \| 15,8 \| Langenweddingen \| Langenweddingen \| \| \| \| von Eilsleben (heute Anschlussgleis) \| \| \| \| 21,1 \| Blumenberg (bis 2018 Personenverkehr) \| Blumenberg (bis 2018 Personenverkehr) \| \| \| \| nach Schönebeck (Elbe) \| \| \| \| \| nach Staßfurt \| \| \| \| 31,1 \| Hadmersleben \| Hadmersleben \| \| \| 31,1 \| Hadmersleben Üst \| Hadmersleben Üst \| \| \| \| Bundesstraße 246 \| \| \| \| 36,7 \| Oschersleben Üst \| Oschersleben Üst \| \| \| 38,2 \| Oschersleben (Bode) \| 85 m \| \| \| \| nach Schöningen Süd \| \| \| \| \| nach Wolfenbüttel \| \| \| \| 42,8 \| Hordorf (bis 2012) \| Hordorf (bis 2012) \| \| \| 42,8 \| Hordorf Üst \| Hordorf Üst \| \| \| 45,7 \| Krottorf (bis 2012) \| Krottorf (bis 2012) \| \| \| \| von Dedeleben \| \| \| \| 48,5 \| Nienhagen (b Halberstadt) \| Nienhagen (b Halberstadt) \| \| \| \| nach Schneidlingen \| \| \| \| 53,3 \| Groß Quenstedt Üst \| Groß Quenstedt Üst \| \| \| 53,3 \| Groß Quenstedt (bis 2012) \| Groß Quenstedt (bis 2012) \| \| \| \| von Vienenburg \| \| \| \| 58,5 (88,9) \| Halberstadt Hbf \| Halberstadt Hbf \| \| \| \| nach Blankenburg (Harz) \| \| \| \| (87,7) \| Halberstadt Rbf \| Halberstadt Rbf \| \| \| \| Verbindungskurve von Harsleben \| \| \| \| (86,6) \| Halberstadt Ost (Abzw) \| Halberstadt Ost (Abzw) \| \| \| (81,7) 65,8 \| Wegeleben \| Wegeleben \| \| \| \| nach Halle (Saale) Hbf \| \| \| \| 70,4 \| Ditfurt \| Ditfurt \| \| \| 73,7 \| Bode \| Bode \| \| \| 76,9 \| Quedlinburg \| 122 m \| \| \| \| nach Blankenburg (Harz)/Thale Bodetal \| \| \| \| \| nach Gernrode (heute Schmalspur) \| \| \| \| 82,8 \| Neinstedt \| Neinstedt \| \| \| 85,5 \| Thale Musestieg (seit 2001) \| Thale Musestieg (seit 2001) \| \| \| 85,5 \| zum Güterbahnhof \| zum Güterbahnhof \| \| \| 86,8 \| Thale Hbf \| 173 m \| | |                                       |                                       |
| Strecke | | von Berlin und von Stendal            | von Berlin und von Stendal            |
| Bahnhof | 0,0 | Magdeburg Hbf                         | Magdeburg Hbf                         |
| Abzweig geradeaus, nach rechts und von rechts | | nach Braunschweig                     | nach Braunschweig                     |
| Abzweig geradeaus und ehemals von links | | von Biederitz                         | von Biederitz                         |
| Bahnhof | 2,5 | Magdeburg-Buckau                      | Magdeburg-Buckau                      |
| Kreuzung geradeaus oben | | Bahnstrecke Schönebeck–Glindenberg    | Bahnstrecke Schönebeck–Glindenberg    |
| Haltepunkt / Haltestelle | 3,8 | Magdeburg SKET Industriepark          | Magdeburg SKET Industriepark          |
| Abzweig geradeaus und nach links | | nach Leipzig                          | nach Leipzig                          |
| Abzweig geradeaus und ehemals von links | 6,7 | Abzw Wolfsfelde ehem. Streckenführung | Abzw Wolfsfelde ehem. Streckenführung |
| Haltepunkt / Haltestelle | 8,3 | Beyendorf                             | Beyendorf                             |
| Bahnhof | 10,2 | Dodendorf                             | Dodendorf                             |
| Abzweig geradeaus und nach rechts | | Industriegleis Euroglas GmbH          | Industriegleis Euroglas GmbH          |
| Haltepunkt / Haltestelle | 12,7 | Osterweddingen                        | Osterweddingen                        |
| Haltepunkt / Haltestelle Streckenende | 15,8 | Langenweddingen                       | Langenweddingen                       |
| Abzweig geradeaus und von rechts | | von Eilsleben (heute Anschlussgleis)  | von Eilsleben (heute Anschlussgleis)  |
| Dienststation / Betriebs- oder Güterbahnhof | 21,1 | Blumenberg (bis 2018 Personenverkehr) | Blumenberg (bis 2018 Personenverkehr) |
| Abzweig geradeaus und ehemals nach links | | nach Schönebeck (Elbe)                | nach Schönebeck (Elbe)                |
| Abzweig geradeaus und ehemals nach links | | nach Staßfurt                         | nach Staßfurt                         |
| Haltepunkt / Haltestelle Streckenende | 31,1 | Hadmersleben                          | Hadmersleben                          |
| Überleitstelle / Spurwechsel | 31,1 | Hadmersleben Üst                      | Hadmersleben Üst                      |
| Brücke | | Bundesstraße 246                      | Bundesstraße 246                      |
| ehemalige Überleitstelle / Spurwechsel | 36,7 | Oschersleben Üst                      | Oschersleben Üst                      |
| Bahnhof | 38,2 | Oschersleben (Bode)                   | 85 m                                  |
| Abzweig geradeaus und ehemals nach rechts | | nach Schöningen Süd                   | nach Schöningen Süd                   |
| Abzweig geradeaus und ehemals nach rechts | | nach Wolfenbüttel                     | nach Wolfenbüttel                     |
| ehemaliger Haltepunkt / Haltestelle | 42,8 | Hordorf (bis 2012)                    | Hordorf (bis 2012)                    |
| Überleitstelle / Spurwechsel | 42,8 | Hordorf Üst                           | Hordorf Üst                           |
| ehemaliger Haltepunkt / Haltestelle | 45,7 | Krottorf (bis 2012)                   | Krottorf (bis 2012)                   |
| Abzweig geradeaus und ehemals von rechts | | von Dedeleben                         | von Dedeleben                         |
| Haltepunkt / Haltestelle Streckenende | 48,5 | Nienhagen (b Halberstadt)             | Nienhagen (b Halberstadt)             |
| Abzweig geradeaus und ehemals nach links | | nach Schneidlingen                    | nach Schneidlingen                    |
| Überleitstelle / Spurwechsel | 53,3 | Groß Quenstedt Üst                    | Groß Quenstedt Üst                    |
| ehemaliger Bahnhof | 53,3 | Groß Quenstedt (bis 2012)             | Groß Quenstedt (bis 2012)             |
| Abzweig geradeaus und von rechts | | von Vienenburg                        | von Vienenburg                        |
| Bahnhof | 58,5 (88,9)                                                                                                   | Halberstadt Hbf                       | Halberstadt Hbf                       |
| Abzweig geradeaus und nach rechts | | nach Blankenburg (Harz)               | nach Blankenburg (Harz)               |
| ehemaliger Dienststation / Betriebs- oder Güterbahnhof | (87,7) | Halberstadt Rbf                       | Halberstadt Rbf                       |
| Abzweig geradeaus und von rechts | | Verbindungskurve von Harsleben        | Verbindungskurve von Harsleben        |
| Blockstelle | (86,6) | Halberstadt Ost (Abzw)                | Halberstadt Ost (Abzw)                |
| Bahnhof | (81,7) 65,8                                                                                                   | Wegeleben                             | Wegeleben                             |
| Abzweig geradeaus und nach links | | nach Halle (Saale) Hbf                | nach Halle (Saale) Hbf                |
| Haltepunkt / Haltestelle Streckenende | 70,4 | Ditfurt                               | Ditfurt                               |
| Brücke über Wasserlauf | 73,7 | Bode                                  | Bode                                  |
| Bahnhof | 76,9 | Quedlinburg                           | 122 m                                 |
| Abzweig geradeaus und ehemals nach rechts | | nach Blankenburg (Harz)/Thale Bodetal | nach Blankenburg (Harz)/Thale Bodetal |
| Abzweig geradeaus und nach links | | nach Gernrode (heute Schmalspur)      | nach Gernrode (heute Schmalspur)      |
| Haltepunkt / Haltestelle Streckenende | 82,8 | Neinstedt                             | Neinstedt                             |
| Haltepunkt / Haltestelle | 85,5 | Thale Musestieg (seit 2001)           | Thale Musestieg (seit 2001)           |
| Abzweig geradeaus und ehemals nach rechts | 85,5 | zum Güterbahnhof                      | zum Güterbahnhof                      |
| Kopfbahnhof Streckenende | 86,8 | Thale Hbf                             | 173 m                                 |

Die Bahnstrecke Magdeburg–Thale ist eine überwiegend eingleisige, nicht elektrifizierte Hauptbahn in Sachsen-Anhalt. Sie beginnt in Magdeburg und führt über Oschersleben, Halberstadt und Quedlinburg nach Thale am Unterharz. Der nördliche Abschnitt zwischen Magdeburg und Halberstadt wurde 1843 eröffnet und gehört damit zu den ältesten Strecken in der Geschichte der Eisenbahn in Deutschland.

## Geschichte
Die Magdeburg-Halberstädter Eisenbahngesellschaft nahm den ersten Abschnitt Magdeburg–Oschersleben–Halberstadt am 15. Juli 1843 in Betrieb. Die weiterführende Strecke Halberstadt–Thale wurde im Jahre 1862 eröffnet. Endpunkt in Magdeburg war anfangs der bereits von der Magdeburg-Leipziger Eisenbahn-Gesellschaft errichtete Bahnhof Schleinufer (Elbbahnhof), da der Magdeburger „Centralbahnhof“ (Bezeichnung bis 1895, heutiger Hauptbahnhof) erst in den 1870er Jahren gebaut werden konnte.
Der Abschnitt Magdeburg–Oschersleben diente bis zur Teilung Deutschlands auch dem Fernverkehr. Ein Schnellzug-Paar der Relation Frankfurt am Main–Kreiensen–Berlin und eines der Relation Aachen–Berlin befuhren 1929/30 diesen Abschnitt. Im selben Zeitraum nutzte ein Fernschnellzug-Paar der Linie Basel–Berlin die Strecke.
Auf der Strecke ereignete sich 1967 der Eisenbahnunfall von Langenweddingen, der schwerste in der Geschichte der DDR, mit offiziell 94 Todesopfern.
In den 1970er Jahren war der Abschnitt Magdeburg–Halberstadt Teil der Kursbuchstrecke 700, Berlin–Halberstadt. 1975 verkehrten unter anderem vier Schnellzug-Paare zwischen beiden Städten, die teilweise Kurswagen nach Thale führten. Am 29. Oktober 1988 fuhren zwischen Thale und Halberstadt die letzten planmäßig von Dampflokomotiven gezogenen Züge auf dem Normalspurnetz der Deutschen Reichsbahn.
1992 wurde das Angebot vertaktet. Alle zwei Stunden verkehrten jeweils Schnellzüge Halberstadt–Berlin–Frankfurt(Oder) sowie an allen Stationen haltende Personenzüge Magdeburg–Thale, hinzu kamen einige Verstärkerleistungen. 1993 wurde ein Teil der Schnellzüge als Eilzug angeboten; mit der zeitweiligen Sperrung der Berliner Stadtbahn 1995 wurde der Fernverkehr zwischen Magdeburg und Halberstadt komplett eingestellt und die Schnellzüge vollständig durch Regionalexpress-Züge ersetzt. Im Gegenzug wurde ein Ein-Stunden-Taktverkehr eingeführt.
Vom 11. Dezember 2005 bis 8. Dezember 2018 bediente die Transdev Sachsen-Anhalt GmbH (vormals Veolia Mitteldeutschland) die Strecke mit LINT 41 und LINT 27 unter dem Markennamen Harz-Elbe-Express und führte den Wochenendzug Harz-Berlin-Express ein.
Am 29. Januar 2011 ereignete sich auf dieser Strecke mit dem Zugunglück von Hordorf erneut ein schwerer Vorfall mit zehn Toten.
Die Bedienung der Haltepunkte Hordorf, Krottorf und Groß Quenstedt im Regionalverkehr wurde mit dem Fahrplanwechsel am 9. Dezember 2012 eingestellt. Der Bahnhof Blumenberg folgte zum Fahrplanwechsel am 9. Dezember 2018.

## Streckenbeschreibung
Die Strecke ist nicht elektrifiziert. Eine Ausnahme bildet der Bereich zwischen dem Magdeburger Hauptbahnhof und Magdeburg-Buckau. Zweigleisige Abschnitte gibt es daneben auch zwischen Hadmersleben und Oschersleben sowie zwischen Hordorf und Groß Quenstedt.
Auch der Abschnitt zwischen Halberstadt und Wegeleben ist zweigleisig und als Teil der Bahnstrecke Halle–Halberstadt für Neigetechnik ausgebaut. Der Rest der Strecke ist eingleisig.
Im Stadtgebiet Oschersleben ersetzt seit November 2017 eine Bahnbrücke drei Bahnübergänge der zweigleisigen Strecke östlich des Bahnhofs, die Straßenunterführung liegt im Zuge der Bundesstraße 246.

## Betriebsstellen
Magdeburg Hauptbahnhof
Der Magdeburger Hauptbahnhof wurde im Jahre 1873 eröffnet und gehört aktuell zur Preisklasse 2.
Beyendorf
Am Haltepunkt Beyendorf wurde am 15. Mai 2018 der neue, 55 Zentimeter hohe sowie 140 Meter lange Bahnsteig aus Betonfertigteilelementen fertiggestellt.
Dodendorf
Der Bahnhof Dodendorf hat als Besonderheit einen im Jahr 2021 erneuerten Mittelbahnsteig. Der Zugang erfolgt über den Bahnübergang mit Vollabschluss im Streckenkilometer 10,1.
Blumenberg
Der Bahnhof Blumenberg ging 1843 mit Eröffnung der Strecke in Betrieb. Nachdem seit Dezember 2018 keine Personenzüge mehr in Blumenberg halten, sollen die Bahnsteige im Zuge des Streckenausbaus zurückgebaut werden.
Hadmersleben
Der Haltepunkt Hadmersleben erhielt 2016 einen neuen, 55 Zentimeter hohen sowie 140 Meter langen Bahnsteig aus Betonfertigteilelementen.
Oschersleben
Nach Halberstadt ist wichtigster Unterwegshalt der Strecke Oschersleben, von wo aus zeitgleich die Herzoglich Braunschweigische Staatseisenbahn eine abzweigende Hauptbahn nach Oschersleben baute. Die erst 1868 eröffnete Strecke Jerxheim–Börßum ermöglichte dann eine weitere Verbindung mit Braunschweig und – über die Braunschweigische Südbahn – mit Kreiensen. Von dort war über die Strecke nach Altenbeken das Ruhrgebiet zu erreichen.
Die südliche Seite des Oscherslebener Keilbahnhofs dient dem Verkehr nach Halberstadt, auf der nördlichen Seite verkehrten die Züge in Richtung Jerxheim/Börßum/Braunschweig sowie der Bahnstrecke Oschersleben–Schöningen, deren zugehörige Güterabfertigung Oschersleben Nord hieß. Im zwischen den Gleisen gelegenen Empfangsgebäude befanden sich in den Jahren nach dem Bau des Bahnhofs Pass- und Zollkontrolleinrichtungen zwischen dem Herzogtum Braunschweig und dem Königreich Preußen. Mit der Teilung Deutschlands nach 1945 verlor die Strecke nach Jerxheim und damit die nördliche Seite des Bahnhofes weitgehend ihre Bedeutung. Bis 1991 pendelten täglich einige Personenzüge von dort zum grenznahen Ort Gunsleben, in den Folgejahren endeten noch einige Züge aus Magdeburg auf der Nordseite des Bahnhofs. Mittlerweile sind die Gleise dort entfernt. Das große Empfangsgebäude wird seit 2019 saniert.
Beide Außenbahnsteige sind 55 Zentimeter hoch sowie 140 Meter lang.
Nienhagen (b Halberstadt)
Am 12. Juli 2015 gingen die beiden neuen, 55 Zentimeter hohen sowie 140 Meter langen Außenbahnsteige aus Betonfertigteilelementen in Nienhagen in Betrieb.
Halberstadt Hauptbahnhof
Der Halberstädter Hauptbahnhof ist zentraler Umsteigepunkt im Nordharz. Von hier aus gibt es Umsteigemöglichkeiten nach Halle, Magdeburg, Hannover, Thale, Hildesheim, Goslar und Blankenburg. Der Halberstädter Bahnhof hat Anschluss an das örtliche Straßenbahn- und Busnetz. Die Gleisanlagen im Halberstädter Bahnhof wurden in den vergangenen Jahren modernisiert.
Im Jahr 2008 betrug das Fahrgastaufkommen 4.000 Personen pro Tag.
Der Halberstädter Bahnhof wurde durch die Allianz pro Schiene 2011 mit dem Titel Bahnhof des Jahres in der Kategorie Kleinstadtbahnhof ausgezeichnet.
Wegeleben
Der Bahnhof Wegeleben verfügte früher über eine Empfangshalle und ein Restaurant. Nach der Wende wurde wegen der gesunkenen Fahrgastzahlen zunächst die Bahnhofshalle geschlossen. Seit der Modernisierung 2007 hat der Bahnhof einen 76 Zentimeter hohen sowie 140 Meter langen Mittelbahnsteig. Heute weist er zwei Gleise und ein Umfahrungsgleis sowie neue Signalanlagen auf.
Ditfurt
Der am westlichen Ortsrand von Ditfurt gelegene Haltepunkt hat einen 38 Zentimeter hohen sowie 85 Meter langen Bahnsteig.
Quedlinburg
Der Quedlinburger Bahnhof wurde 1863 als Durchgangsbahnhof erbaut. Auf der 2004 geschlossenen Bahnstrecke Frose–Quedlinburg wurde 2006 die Verlängerung der meterspurigen Selketalbahn abgeschlossen (Erweiterung des Netzes von Gernrode nach Quedlinburg). Somit besteht hier eine Umstiegsmöglichkeit zur Schmalspurbahn in Richtung Gernrode und Eisfelder Talmühle. Vom Gleis 1 West führte von 1908 bis 1969 im Personenverkehr die sogenannte Quäke über Thale Bodetal nach Blankenburg (Harz). Ab 2020 soll der Hausbahnsteig saniert und auf 180 Meter Nutzlänge erweitert werden.
Neinstedt
Neinstedt besaß ursprünglich einen Bahnhof mit zwei Bahnsteiggleisen und Güterverkehrsanlagen. Heutzutage ist nur noch ein Haltepunkt vorhanden. Das ehemalige Bahnhofsgebäude mit Gastronomie wurde im Frühjahr 2009 abgerissen. Der Bereich des ehemaligen Güterbahnhofes wird für einen Teil der innerörtlichen Ortsumfahrung, die am 4. Dezember 2009 freigegeben wurde, genutzt – mit Eröffnung der Ortsumgehung verbleiben von vier Bahnübergängen (Thalenser Chaussee, Bahnhofsstraße, Überfahrt zum Marienhof und Quedlinburger Straße) nur die direkte Durchfahrt in das Dorfzentrum (Bahnhofsstraße) und ein (in Richtung des Marienhofes der Neinstedter Anstalten) Fußgängerübergang. Beide Übergänge werden mit EBÜT-Anlagen gesichert. Die Ortsumfahrung überquert das Gleis Richtung Quedlinburg etwa 200 Meter hinter dem Bahnhof auf einer Straßenbrücke. Bestrebungen, den Haltepunkt ganz zu schließen, wurden vor allem in Hinblick auf die Bewohner der Neinstedter Anstalten, die Schüler der Freien Ganztagsschule sowie wegen der touristischen Nutzung eine Absage erteilt. Im Gebietsänderungsvertrag ist vorgesehen, dass der Haltepunkt trotz der Eingemeindung nach Thale zum 1. Januar 2009 weiterhin die Bezeichnung „Neinstedt“ (ohne den Zusatz „Thale“) trägt. Zwischen Juni und September 2010 wurde eine Wetterschutzhalle erbaut, die Bahnhofsbeleuchtung erneuert und der Bahnsteig behindertengerecht umgebaut und saniert. Seitdem hat er eine Höhe von 55 Zentimetern sowie eine Länge von 140 Metern.
Täglich nutzen etwa 350 Fahrgäste den Bahnhof.
Thale Musestieg
Der Haltepunkt Thale Musestieg wurde im Jahre 2001 von der Nahverkehrsservice Sachsen-Anhalt (NASA) in Auftrag gegeben und bereits am 18. Dezember desselben Jahres eröffnet. Der Bahnsteig ist 55 Zentimeter hoch sowie 120 Meter lang und besitzt einen Bike-and-ride- sowie einen Kiss-and-ride-Bereich.
Thale Hauptbahnhof

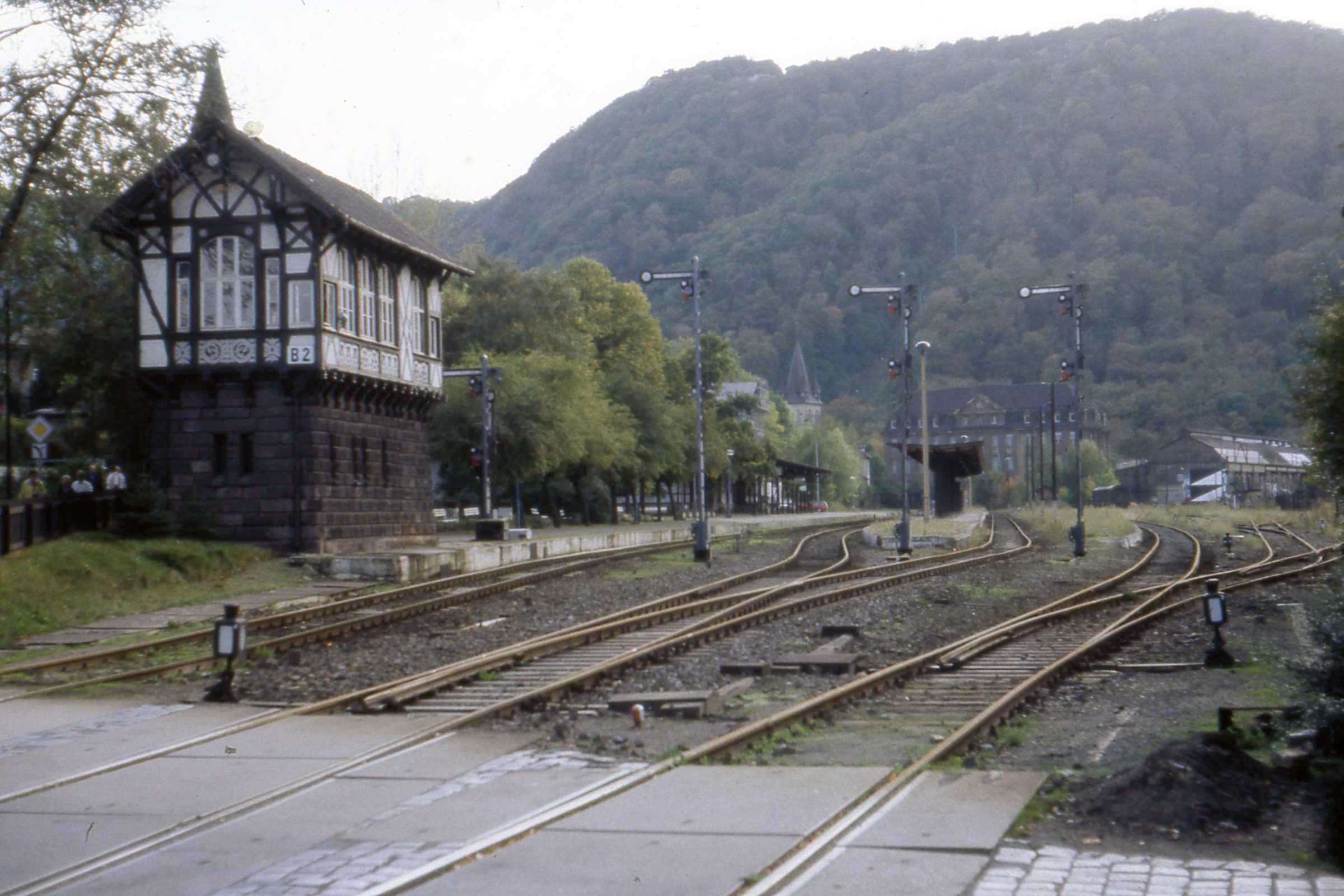
Einfahrt Thale Hauptbahnhof (1995)

Der direkt am Harzrand gelegene Kopfbahnhof erhielt 1907 zur Unterscheidung zum Bahnhof Thale Bodetal den Zusatz Hauptbahnhof. Vom Hauptbahnhof Thale gab es einst eine Verbindung durchs Eisenhüttenwerk Thale zur benachbarten Bahnstrecke nach Blankenburg. Vom rund 200 Meter entfernten Bahnhof Thale Bodetal gab es mit der Quäke eine Verbindung nach Quedlinburg und Blankenburg (Harz).
Zum Wenden von Lokomotiven war am Streckenende eine Drehscheibe mit einem Durchmesser von 20 Metern vorhanden. Sie wurde 1922 durch eine Gelenkdrehscheibe mit 23 Meter Durchmesser ersetzt. Diese Drehscheibe stand unter Denkmalschutz, wurde aber 2003 abgerissen. Von den drei Bahnsteigen wird heute nur noch Bahnsteig 1 im täglichen Linienverkehr genutzt. Durch den kurzen Bahnhofsbereich war es notwendig, dass die Bahnübergänge Steinbachstraße und Margaretenstraße zum Umsetzen der Lokomotiven gesichert werden mussten.
Der Hausbahnsteig ist 55 Zentimeter hoch sowie 120 Meter lang, der Mittelbahnsteig ist 38 Zentimeter hoch sowie 145 Meter lang.

## Derzeitige Nutzung
Der Personenverkehr auf der Strecke wird seit dem 15. Dezember 2024 durch start Mitteldeutschland durchgeführt. Zum Einsatz kommen LINT 41. Die Züge verkehren im Bereich Magdeburg–Halberstadt in Doppeltraktion und werden in Halberstadt geflügelt. Während der eine Teil weiter nach Thale fährt, fährt der andere Teil entweder nach Blankenburg oder nach Goslar. Die Unterwegshalte zwischen Magdeburg und Oschersleben werden während der Hauptverkehrszeit stündlich sonst zweistündlich bedient (Fahrtdauer 38 bzw. 39 Minuten), die Expresszüge halten bis Halberstadt nur in Oschersleben, Osterweddingen und Nienhagen (b Halberstadt) (Fahrtdauer 44–50 Minuten).
Am Wochenende gibt es mit dem Harz-Berlin-Express (HBX) eine direkte Verbindung zwischen dem Harz und der Bundeshauptstadt. Dabei fahren am Wochenende (freitags bis sonntags) am späten Nachmittag die Züge in Thale los und werden in Halberstadt mit einem Zugteil aus Goslar verbunden. Die Fahrten von Berlin Ostbahnhof in Richtung Harz starten samstags und sonntags am Morgen sowie sonntags am Abend.

## Ausbau Magdeburg–Halberstadt ab 2015
Der Abschnitt Magdeburg–Halberstadt soll durchgängig für eine Geschwindigkeit von 120 km/h ausgebaut werden. Die Züge von Magdeburg nach Halberstadt werden dann nur noch 40 Minuten unterwegs sein. Der Abschnitt Halberstadt–Wegeleben ist bereits für Neigetechnik und für diese Geschwindigkeiten ausgebaut. Bis Quedlinburg sind 100 km/h bereits realisiert. Zwischen Magdeburg und Langenweddingen soll eine Linie der Magdeburger Regio-S-Bahn eingerichtet und ein neuer Halt im Gewerbegebiet Osterweddingen Ost gebaut werden. Der schwach frequentierte Halt in Blumenberg wurde aufgegeben.
Der Ausbau hat 2015 begonnen. Der Bauabschnitt 2.1 Oschersleben–Halberstadt wurde 2016 in Betrieb genommen, der Bauabschnitts 2.2 Blumenberg–Oschersleben vermutlich planmäßig am 27. März 2017. Die neue Brücke über die B 246 östlich des Bahnhofs Oschersleben (Bode) ist seit März 2017 befahrbar, die Straßenunterführung wurde planmäßig am 16. November 2017 freigegeben. Die Inbetriebnahme des Bauabschnitts 1 Magdeburg–Blumenberg ausschließlich der Bahnsteige erfolgte 2018. Insgesamt soll der Ausbau Magdeburg–Halberstadt 55 Millionen Euro kosten.

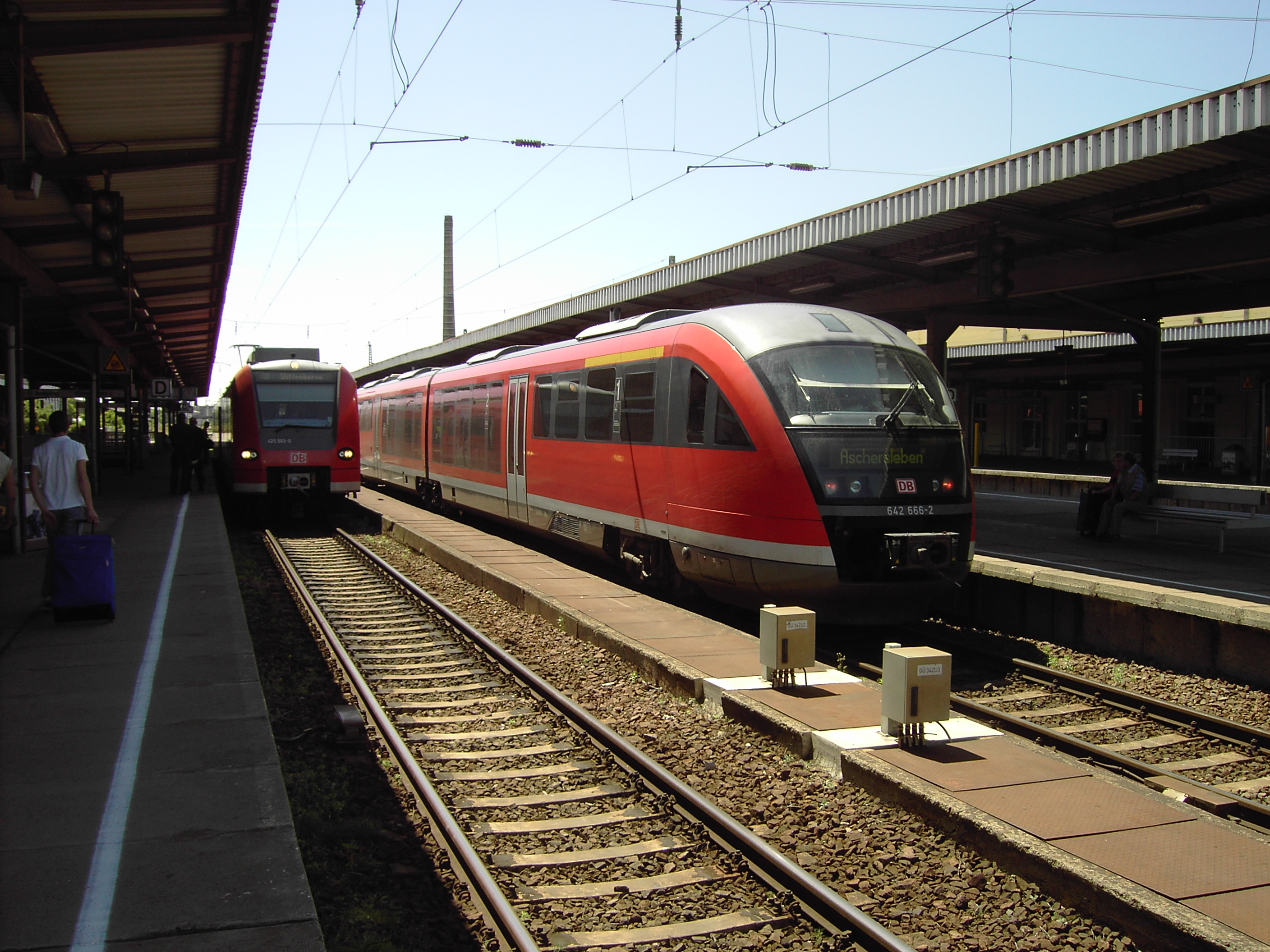
Magdeburg Hbf
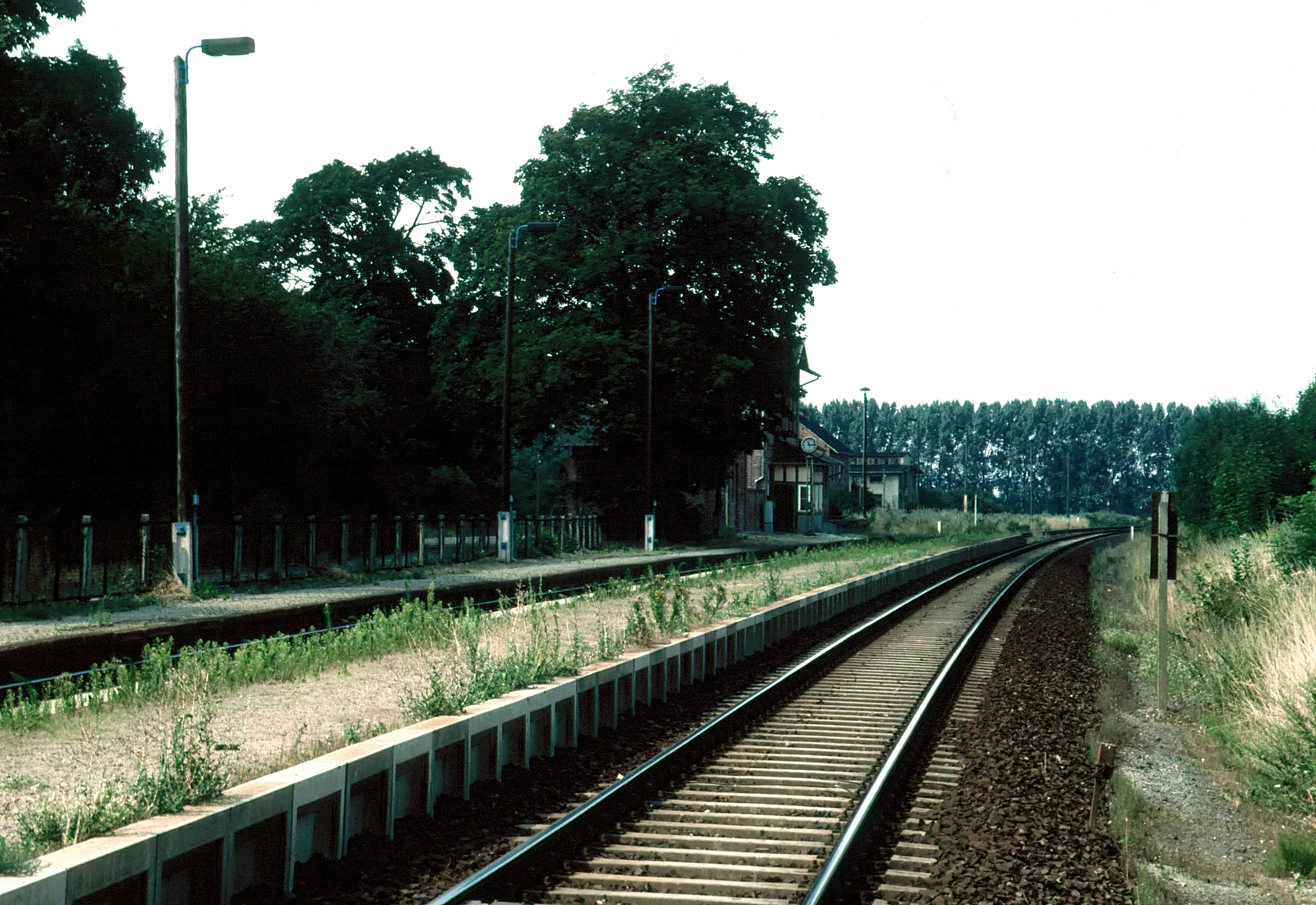
Haltepunkt Krottorf (1996)
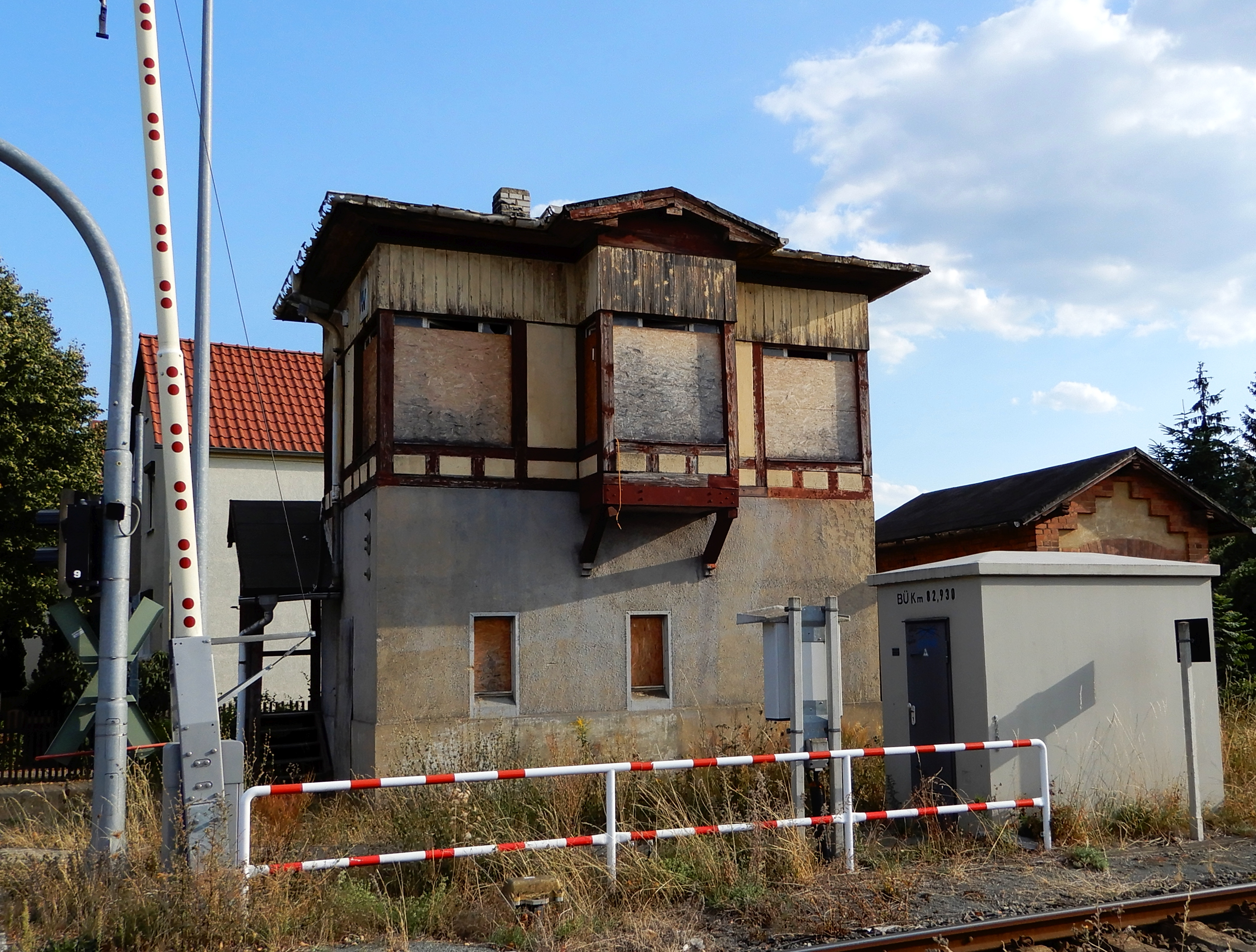
Altes Stellwerk in Neinstedt (2018)
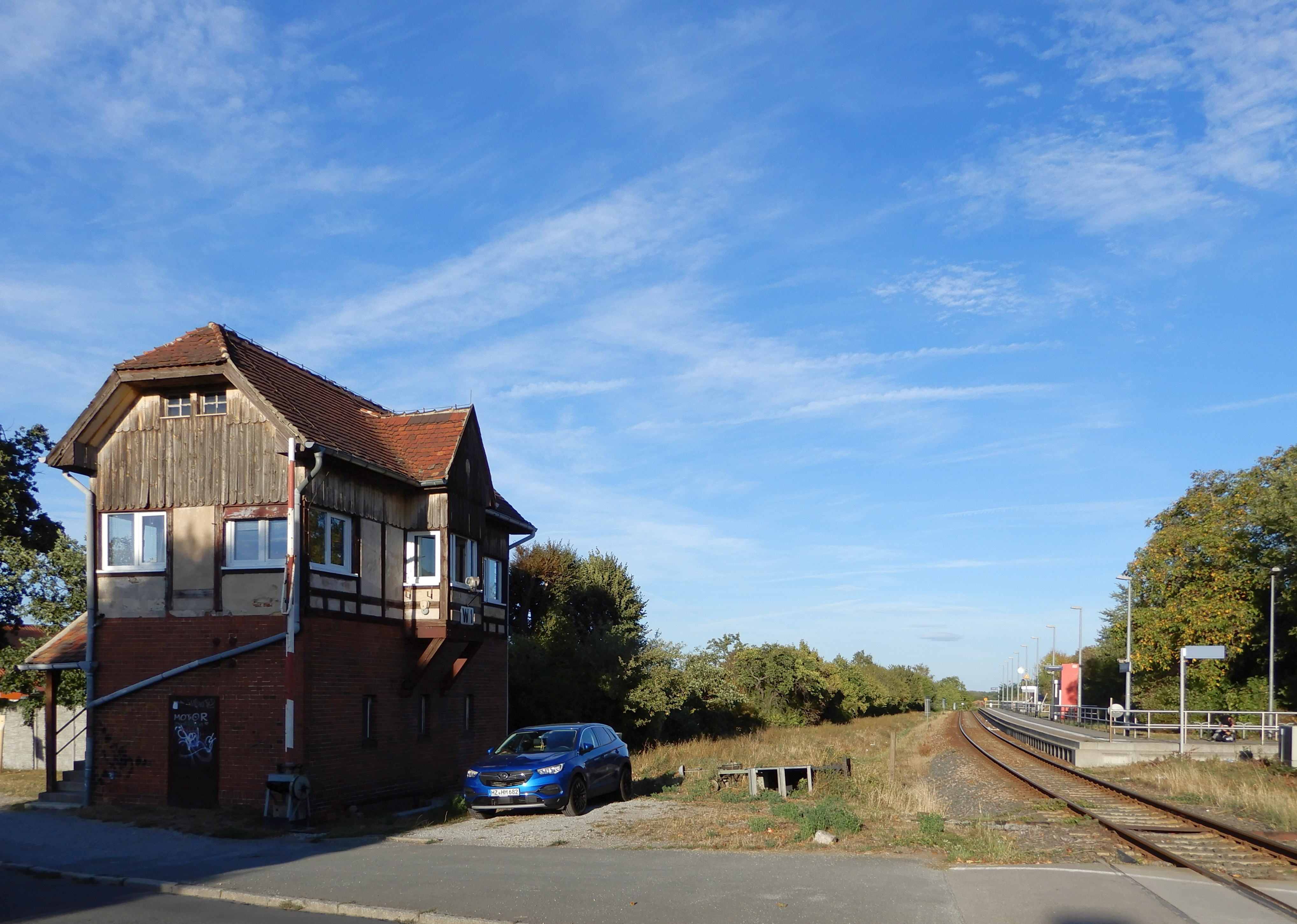
Haltepunkt Thale Musestieg mit Stellwerk (2018)
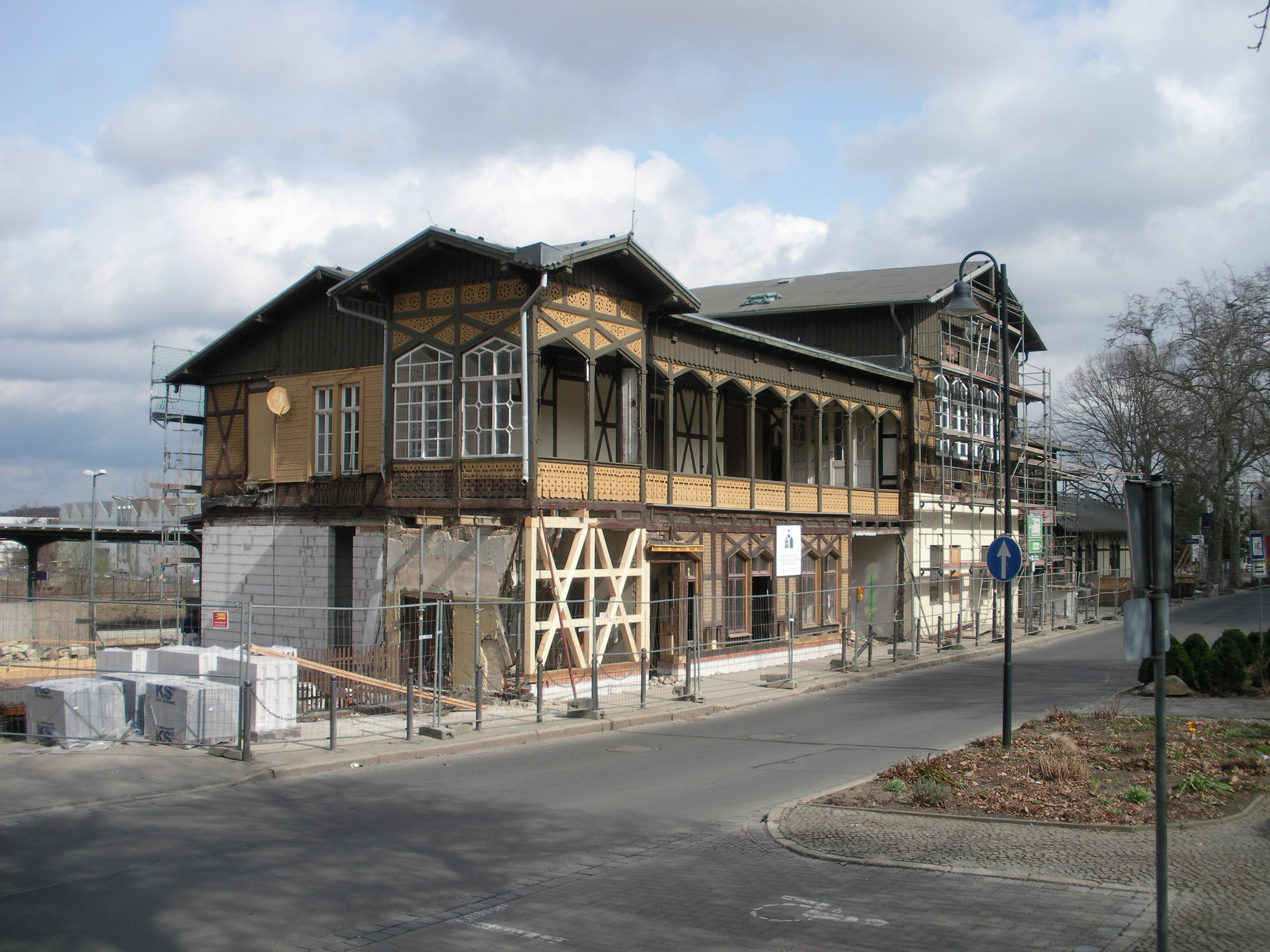
Thale Hbf (Instandsetzung, 2011)